# Biserica Chora

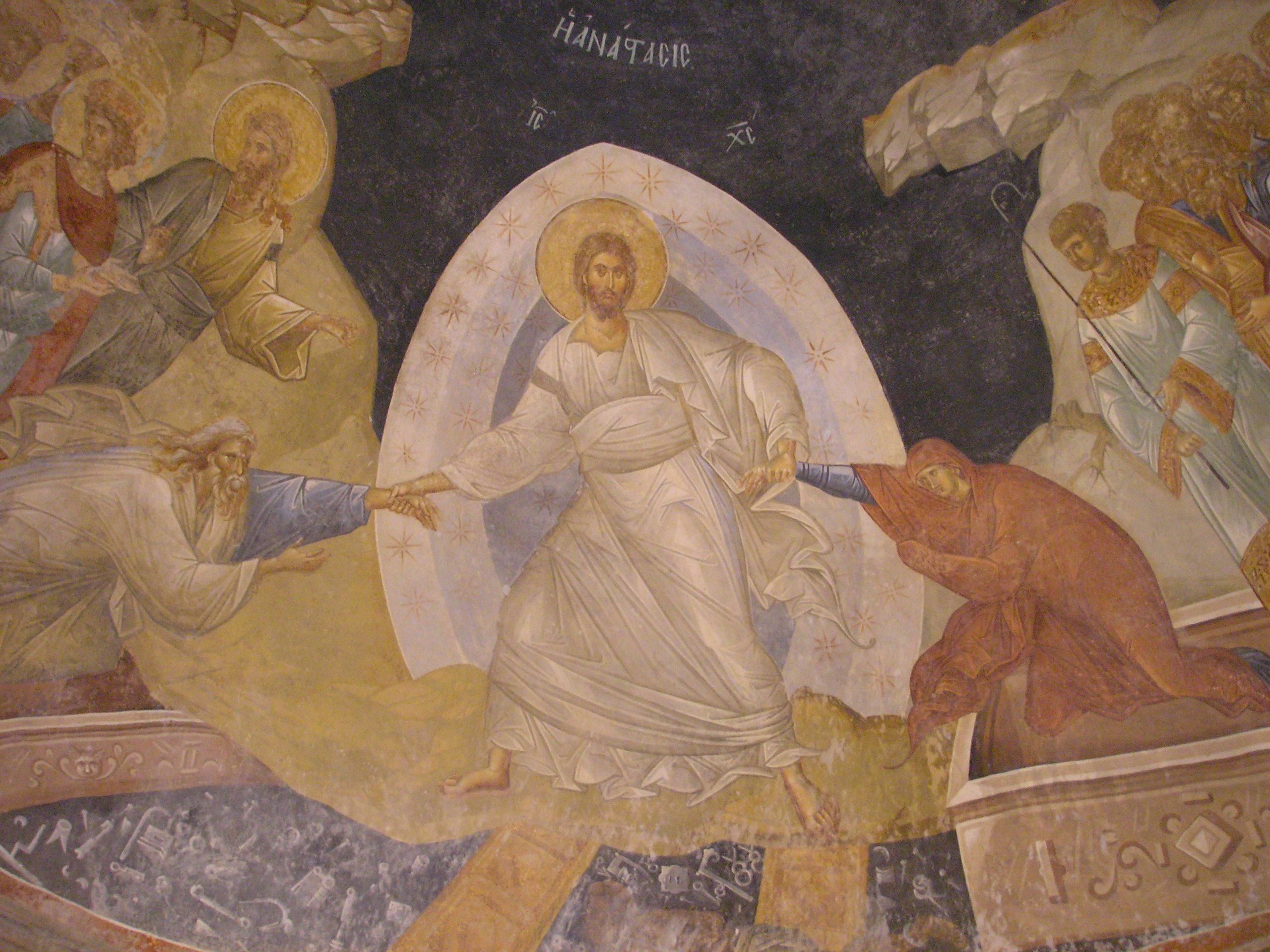
Iisus Hristos în mandorlă, salvându-i pe Adam și Eva, frescă din interiorul bisericii (secolul al XIII-lea)

Biserica Chora (în greacă Ἐκκλησία τοῦ Ἁγίου Σωτῆρος ἐν τῇ Χώρᾳ, „Biserica Sfântului Mântuitor din Chora”, în turcă Kariye Camii, „Geamia Kariye”) este un monument de arhitectură bizantină din secolul al XI-lea. Lăcașul a fost transformat în moschee în prima jumătate a secolului al XVI-lea. În secolul al XX-lea clădirea a fost secularizată și transformată în muzeu sub denumirea de Kariye Müzesi. În noiembrie 2019 Consiliul de Stat al Turciei a revocat secularizarea edificiului și i-a dat din nou destinația de moschee. În data de 30 octombrie 2020 a avut loc prima rugăciune musulmană de vineri.

## Istorie
Pe locul construcției din prezent se presupune existența unei mici mănăstiri construite de împăratul Constantin cel Mare în secolul al IV-lea. În mod cert însă, clădirea actuală datează din a doua jumătate a secolului al XI-lea, mai exact perioada anilor 1077-1081. Ctitorul ei ar fi fost ruda împăratului Alexie I Comnenul, Maria Ducaina. Lăcașul a fost pus sub hramul Mântuitorului, fiind numită Biserica Mântuitorului din Chora. Expresia din Chora înseamnă din câmp și este o trimitere la faptul că, inițial, biserica s-ar fi aflat în afara zidurilor orașului Constantinopol. Biserica era înscrisă într-un plan de cruce greacă, cu brațele egale și avea rolul de biserică mănăstirească. 
Se presupune că la începutul secolului al XII-lea, biserica ar fi suferit avarii semnificative în urma unui cutremur. Cel care a restaurat-o a fost Isaac Comnenul (a nu se confunda cu împăratul Isaac I Comnenul), fratele împăratului Ioan al II-lea Comnenul. Ultima restaurare și extindere din perioada bizantină a avut loc la începutul secolului al XIV-lea și a fost comandată de către dregătorul Teodor Metochites, consilier al împăratului Andronic al II-lea Paleologul. Atunci ar fi fost adăugate o serie de clădiri anexe, precum și impresionantele picturi și mozaicuri interioare. Dealtfel, Metochites s-a călugărit și și-a petrecut ultimii ani ai vieții sale în mănăstirea Chora.
După ce turcii otomani cuceresc Constantinopolul în anul 1453, biserica a rămas neatinsă, până la începutul secolului al XVI-lea. În anul 1510, Atik Ali Pașa, mare vizir în timpul sultanului Baiazid al II-lea, a poruncit ca mănăstirea să fie desființată, iar biserica să devină moschee. Numele locașului era Kariye, o variantă turcizată a expresiei din Chora. Datorită interdicțiilor islamice privind imaginile în locurile de rugăciune, toate picturile și mozaicurile au fost acoperite cu mortar sau ipsos. De asemenea, fostei biserici i s-a adăugat și un minaret pentru chemarea la rugăciune.
În anul 1945 guvernul secular al Turcei a decis ca moscheea să intre într-un proces amplu de restaurare cu scopul de a fi redeschisă ca muzeu. Cei care au finanțat și au sprijinit acest demers, începând cu anul 1948, au fost Thomas Whittemore și Paul A. Underwood din partea Institutului de Bizantinologie din Statele Unite ale Americii. În această perioadă au fost scoase la iveală și restaurate vechile picturi și mozaicuri bizantine. În anul 1958 clădirea a fost redeschisă ca muzeu, Kariye Müzesi.
Statutul de muzeu al edificiului a început să fie pus în discuție tot mai mult după anul 2005. Atunci, membrii unei asociații a monumentelor istorice din Turcia au afirmat că statutul juridic al muzeului este ilegal. Subiectul a rămas unul marginal, până în noiembrie 2019 când Consiliul de Stat al Turciei a confirmat această ilegalitate. La un an, în august 2020, Consiliul a decis că muzeul trebuie să se reîntoarcă la statutul de moschee. Decizia a venit într-un context controversat, imediat dupa reinaugurarea Marii Moschei Hagia Sofia. În consecință, în data de 30 octombrie 2020, a avut loc prima rugăciune islamică de la Kariye ce a restabilit statutul de moschee al edificiului.

## Monumente învecinate
La o distanță de aproximativ 250 de metri spre est se află ruinele Bogdan Saray, reprezentanța diplomatică a Principatului Moldovei la Înalta Poartă.